# Stichotrichia
Los esticotricos (Stichotrichia) son un grupo de protistas del filo Ciliophora incluido en Spirotrichea. Como los hipotricos, con los que antiguamente fueron clasificados, presentan cilios fusionados en cirros, aunque estos se presentan principalmente localizados en filas, que corren sobre la superficie ventral o por los bordes de la célula. La mayoría de los esticotricos son aplanados y razonablemente flexibles. Géneros representativos son Stylonychia y Oxytricha. Algunos estudios sugieren que Hypotrichia puede ser parafilético a Stichotrichia, y que éste a su vez puede ser parafilético a Oligotrichia.